# Сент-Эстеф (аппелласьон)

Аппелласьоны левого берега Жиронды. Сент-Эстеф обозначен жёлтым цветом.

Сент-Эстеф — это апелласьон (AOC) для красного вина в регионе Бордо, расположенный в субрегионе Медок и официально признанный в 1936 году. Берет свое название от коммуны Сент-Эстеф и является самым северным из шести коммунальных апелласьонов в О-Медоке. Пять классифицированных шато 1855 года расположены в этой зоне. Общая площадь виноградников 1 229 га. Разрешённые сорта винограда — те же, что и вообще в регионе Бордо.